# Sougambus bostoniensis
Sougambus bostoniensis är en spindelart som först beskrevs av James Henry Emerton 1882.  Sougambus bostoniensis ingår i släktet Sougambus och familjen täckvävarspindlar. Inga underarter finns listade i Catalogue of Life.